# Azobisz(izobutironitril)
Az azobisz(izobutironitril) (rövidítve AIBN) szerves vegyület, képlete [(CH3)2C(CN)]2N2. Fehér por, alkoholokban és a gyakori szerves oldószerekben oldódik, vízben oldhatatlan. Gyökös iniciátorként, valamint a műanyag- és gumiiparban gyakran habképzőként használják. 

## Mechanizmus
Legjellegzetesebb reakciója bomlása, melynek során egy nitrogénmolekula lép ki, és két 2-cianoprop-2-il gyök képződik:
Ezek a gyökök gyökös polimerizációs és más gyökös reakciókat indíthatnak el. Például sztirol és maleinsav-anhidrid toluolos keverékéhez AIBN-t adva, majd melegítve reakció játszódik le és kopolimer keletkezik. Egy másik, AIBN-nel iniciálható gyökös reakció az alkének anti-Markovnyikov hidrogén-halogenid addíciója.

## Előállítása és analógjai
Aceton-ciánhidrin és hidrazin reakciójával, majd azt követő oxidációval állítják elő:
2 (CH3)2C(CN)OH  +  N2H4  →   [(CH3)2C(CN)]2N2H2  +  2 H2O
[(CH3)2C(CN)]2N2H2  +  Cl2  →    [(CH3)2C(CN)]2N2  +  2 HCl
A rokon azovegyületek, pl. az 1,1′-azobisz(ciklohexánkarbonitril) hasonlóan viselkednek. Vízoldható azo iniciátorok is ismeretesek.

## Biztonsági tudnivalók
Az AIBN a benzoil-peroxidnál (másik gyökös iniciátor) biztonságosabban kezelhető, mert a robbanás veszélye jóval kisebb. Azonban még így is robbanásveszélyes vegyületnek számít, 65 °C hőmérséklet felett bomlik. Porálarc, védőkesztyű és védőszemüveg viselése ajánlott.

## Fordítás
Ez a szócikk részben vagy egészben  az   Azobisisobutyronitrile című angol Wikipédia-szócikk ezen változatának fordításán alapul.  Az eredeti cikk szerkesztőit annak laptörténete sorolja fel. Ez a jelzés csupán a megfogalmazás eredetét és a szerzői jogokat jelzi, nem szolgál a cikkben szereplő információk forrásmegjelöléseként.